# Wincenty Jezierski
Wincenty Jezierski (ur. 15 stycznia 1874 w Pleszewie, zm. 21 listopada 1945 w Poznaniu) – polski lekarz internista, naukowiec, profesor zwyczajny.

## Życiorys
Ukończył Królewskie Gimnazjum w Ostrowiu Wielkopolskim. Studiował medycynę na uczelniach we Wrocławiu i Heidelbergu (1902). W roku 1903 doktoryzował się z neurologii na uniwersytecie we Fryburgu Bryzgowijskim.
W roku 1909 zamieszkał na stałe w Poznaniu, gdzie do roku 1919 pełnił funkcję prymariusza (kierownika) oddziału chorób wewnętrznych Lecznicy Sióstr Elżbietanek.
Był jednym z trzech członków komisji powołanej w 1918 r. dla zorganizowania Wydziału Lekarskiego Uniwersytetu Poznańskiego (oprócz niego w skład komisji wchodzili Heliodor Święcicki i Stanisław Łazarewicz). W 1919 r. został mianowany naczelnym lekarzem oddziału wewnętrznego Szpitala Miejskiego, przekształconego następnie w Klinikę Terapeutyczną Uniwersytetu Poznańskiego. 15 października 1920 r. Jezierskiego mianowano profesorem nadzwyczajnym, a 29 lipca 1922 r. – profesorem zwyczajnym. W latach 1927–1928 był dziekanem Wydziału Lekarskiego Uniwersytetu Poznańskiego. Na Wydziale tym wykładał aż do wojny.
W pracy naukowej zajmował się przede wszystkim zagadnieniami z zakresu chorób serca i płuc. Sprowadził do Poznania pierwszy elektrokardiograf Einthovena. Zainteresowanie Jezierskiego kardiologią wynikło z faktu, iż sam miał wadę serca, po przebytej chorobie reumatycznej.
Zmarł w Poznaniu. Pochowany 24 listopada 1945 r. na cmentarzu parafialnym Bożego Ciała w Poznaniu (kwatera I-C-7).

## Ordery i odznaczenia
- Złoty Krzyż Zasługi (11 listopada 1936)[5]

## Upamiętnienie
W 1988 r. jego imieniem nazwano ulicę na osiedlu Różany Potok w Poznaniu.